# Весёлый (Речицкий район)
Весёлый (бел. Вясёлы) — упразднённый посёлок в Заспенском сельсовете Речицкого района Гомельской области Белоруссии.

## География

### Расположение
В 25 км на юг от районного центра и железнодорожной станции Речица (на линии Гомель — Калинковичи), 75 км от Гомеля.

## Транспортная система
Транспортная связь по просёлочной, а затем по автодороге Лоев — Речица.
В посёлке 1 жилой дом (2004 год). Застройка деревянная, усадебного типа.

## История
Основан в начале 1920-х годов переселенцами с соседних деревень на бывших помещичьих землях. В 1931 году организован колхоз. Во время Великой Отечественной войны на фронтах погибли 10 жителей посёлка. В ноябре 1943 года оккупанты сожгли 20 дворов в посёлке. В 1959 году деревня находилась в составе колхоза имени С. М. Кирова с центром в деревне Свиридовичи.
До 31 октября 2006 года в составе Свиридовичского сельсовета.
12 августа 2011 года посёлок упразднён.

## Население

### Численность
2004 год — 1 двор, 2 жителя.

### Динамика
- 1930 год — 17 дворов, 113 жителей.
- 1940 год — 22 двора.
- 1959 год — 83 жителя (согласно переписи).
- 2004 год — 1 двор, 2 жителя.